# Comuna de Łodygowice
Łodygowice (polaco: Gmina Łodygowice) é uma gminy (comuna) na Polónia, na voivodia de Santa Cruz e no condado de Żywiecki. A sede do condado é a cidade de Łodygowice.
De acordo com os censos de 2004, a comuna tem 13 279 habitantes, com uma densidade 377,2 hab/km².

## Área
Estende-se por uma área de 35,2 km², incluindo:
- área agrícola: 57%
- área florestal: 25%

## Demografia
Dados de 30 de Junho 2004:
|                      | Total   | Total | Mulheres | Mulheres | Homens  | Homens |
| -------------------- | ------- | ----- | -------- | -------- | ------- | ------ |
|                      | pessoas | %     | pessoas  | %        | pessoas | %      |
| População            | 13 279  | 100   | 6817     | 51,3     | 6462    | 48,7   |
| Densidade (pop./km²) | 377,2   | 100   | 193,7    | 193,7    | 183,6   | 183,6  |

De acordo com dados de 2002, o rendimento médio per capita ascendia a 1304,12 zł.

## Subdivisões
- Bierna, Łodygowice, Pietrzykowice, Zarzecze.

## Comunas vizinhas
- Buczkowice, Czernichów, Lipowa, Wilkowice, Żywiec